# Neogriphoneura sordida
Neogriphoneura sordida är en tvåvingeart som först beskrevs av Christian Rudolph Wilhelm Wiedemann 1830.  Neogriphoneura sordida ingår i släktet Neogriphoneura och familjen lövflugor. Inga underarter finns listade i Catalogue of Life.